# Jason Kent
Jason Kent, född 21 april 1980 i Lithgow, New South Wales är en australisk rugbyspelare. Han har spelat i det brittiska laget Leigh Centurions.